# Emmanuel Berl

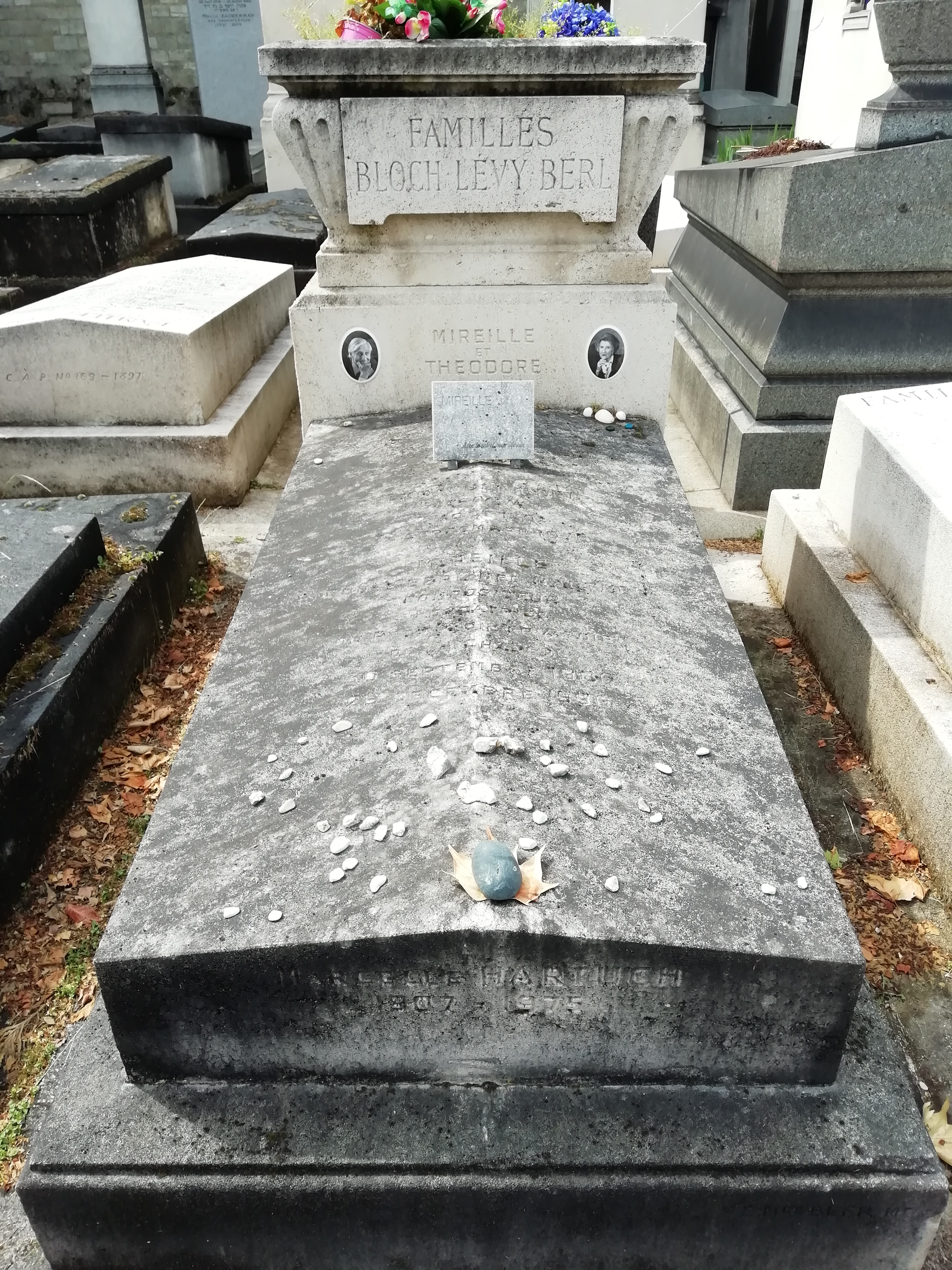
Grab von Emmanuel Berl

Emmanuel Berl (* 2. August 1892 in Le Vésinet; † 21. September 1976 in Paris) war ein französischer Journalist, Erzähler und Essayist.

## Leben
Emmanuel Berl entstammte dem jüdischen Großbürgertum von Paris. Er besuchte das Lycée Condorcet, erwarb eine Licence ès Lettres und hörte ein Jahr lang an der Universität Freiburg. Sein Freund Marcel Proust schuf nach ihm die Figur Albert Bloch in dem Romanwerk Auf der Suche nach der verlorenen Zeit. 1927 gab er mit Pierre Drieu la Rochelle die Wochenzeitschrift Les derniers jours (7 Hefte) heraus. Von 1932 bis 1937 leitete er die einflussreiche Wochenzeitung Marianne, von 1937 bis 1939 redigierte er allein die Zeitschrift Pavés de Paris (im Sinne eines radikalen Pazifismus). Im Juni 1940 schrieb er für Philippe Pétain die ersten beiden Reden, dann brach er mit dem Vichy-Regime und zog sich nach Albussac (Département Corrèze) zurück. Nach dem Zweiten Weltkrieg gehörte er zu den Freunden von André Malraux und meldete sich vielfach als Zeitzeuge zu Wort. Seine zahlreichen Essays wurden bis in die neueste Zeit aufgelegt. Zwei seiner autobiographischen Erzählungen wurden auch ins Deutsche übersetzt. Er starb 1976 im Alter von 84 Jahren.
Emmanuel Berl erhielt 1967 den Grand Prix de Littérature der Académie française und 1975 den Grand Prix de Littérature der Société des gens de lettres (SGDL).
Emmanuel Berl war seit 1937 in dritter Ehe mit Mireille Hartuch verheiratet.

## Werke
- Recherches sur la nature de l'amour. 1. La Réalité des sentiments. Plon-Nourrit, Paris 1923.
- Méditation sur un amour défunt.  Bernard Grasset, Paris 1925, 1992.
- La Route n° 10. Grasset, Paris 1927.
- Mort de la Pensée bourgeoise. Premier pamphlet. La Littérature. Bernard Grasset, Paris 1929. Laffont, Paris 1970.
- Mort de la morale bourgeoise. Nouvelle revue française, Paris 1930. Pauvert, Paris 1965.
- Le bourgeois et l'amour. Gallimard, Paris 1931.
- La Politique et les Partis. Rieder, Paris 1932.
- Discours aux Français. Gallimard, Paris 1934.
- Le fameux rouleau compresseur. Gallimard, Paris 1937.
- Frère bourgeois, mourez-vous ? Ding ! Ding ! Dong !  B. Grasset, Paris 1938.
- Histoire de l'Europe. 2 Bde. Gallimard, Paris 1945–1947. Gallimard, Paris 1969. 3 Bde. Gallimard, Paris 1983.
- A la couleur du temps. 1. Prise de sang. R. Laffont, Paris 1946, Les Belles Lettres, Paris 2020.
- Les Deux sources de l'art occidental. P. Cailler, Vésenaz 1946.
- Structure et destin de l'Europe. J. Marguerat, Lausanne 1946.
- De l'innocence. R. Julliard, Paris 1947.
- La culture en péril. Destins de l'Occident 1. Table ronde, Paris 1948.
- Sylvia. Gallimard, Paris 1952, 1994.
  - (deutsch) In: Geisterbeschwörung. Eichborn, Frankfurt 1991. (übersetzt von Dora Winkler)
- Présence des morts. Gallimard, Paris 1956, 1982.
- La France irréelle. B. Grasset, Paris 1957, 1996.
- Les impostures de l'histoire. B. Grasset, Paris 1958, 2014.
- Le 9 thermidor. Hachette, Paris 1965.
- Rachel et autres grâces. B. Grasset, Paris 1965.  Livre de poche, Paris 1974. Grasset, Paris 1987.
  - (deutsch) In: Geisterbeschwörung. Eichborn, Frankfurt 1991. (übersetzt von Dora Winkler)
- La fin de la IIIe République. 10 juillet 1940. Gallimard, Paris 1968, 1998.
- Nasser tel qu'on le loue. Gallimard, Paris 1968.
- À contretemps. Gallimard, Paris 1969.
- Trois faces du sacré. B. Grasset, Paris 1971.
- Le Virage. Gallimard, Paris 1972.
- À venir. Gallimard, Paris 1974.
- Regain au pays d'Auge. Livre de poche, Paris 1974.
- (mit Patrick Modiano) Interrogatoire. Il fait beau, allons au cimetière. Gallimard, Paris 1976.
- Essais. Hrsg. Bernard Morlino und Bernard de Fallois. Julliard, Paris 1985. De Fallois, Paris 2007. (Sammelschrift)
- (mit Jean d'Ormesson) Tant que vous penserez à moi. B. Grasset, Paris 1992. (gesammelte Radiogespräche von 1968)
- Un téléspectateur engagé. Chroniques 1954–1971. Hrsg. Bernard Morlino.  F. Bourin, Paris 1993.
- Le temps, les idées et les hommes. Hrsg. Bernard Morlino und Bernard de Fallois. Bouquins, Paris 2022. (Sammelschrift)

### Handbuchliteratur
- Winfried Engler: Lexikon der französischen Literatur. Krömer, Stuttgart 1994, S. 116.
- Franklin Nassery-Warburg: BERL, Emmanuel. In: Jean-Pierre de Beaumarchais, Daniel Couty und Alain Rey (Hrsg.): Dictionnaire des littératures de langue française. Ausgabe in 3 Bänden. Bordas, Paris 1984, S. 238.